# Ernst Kaether
Ernst Kaether, né le 25 septembre 1903 et mort le 11 août 1999 , est un officier de la Wehrmacht pendant la Seconde Guerre mondiale.
En tant que Lieutenant-Colonel (Oberstleutnant), il commanda le 14e régiment d'infanterie de la 5. Infanterie-Division. Le 10 décembre 1942, il est décoré de la croix de chevalier de la croix de fer.
Le 22 avril 1945, Kaether remplace brièvement le Lieutenant-Général (Generalleutnant) Hellmuth Reymann comme commandant de la région de défense de Berlin pendant la bataille de Berlin. Kaether fut promu par Adolf Hitler en personne au grade de Major-Général (Generalmajor) pour ce commandement. Avant cette nomination, Kaether fut Chef d'État-Major du commissaire politique de la Wehrmacht.
Cependant, Kaether n'exerça pas réellement le commandement des défenses de Berlin. Avant qu'il le prenne effectivement, Hitler annula les deux promotions successives devant l'inaptitude de Kaether à exercer un commandement. Par la suite Hitler exerça le commandement personnellement par l'intermédiaire d'un promu au grade de Major-Général (Generalmajor), Erich Bärenfänger.
Ce dernier fut remplacé dans la journée même par le Général d'artillerie (General der Artillerie) Helmuth Weidling qui obtint l'exercice personnel du commandement.

### Source
- (en) Antony Beevor, Berlin: The Downfall 1945, Penguin Books, 2002,  (ISBN 0-670-88695-5)